# Paul Horn (musicus)
Paul Horn (New York, 17 maart 1930 - Vancouver, 29 juni 2014) was een Amerikaanse jazzmuzikant.

## Carrière
Horn studeerde tot 1952 muziek in Oberlin en behaalde dan zijn master aan de Manhattan School of Music. In 1956 werd hij lid van het Sauter-Finegan Orchestra. Van 1956 tot 1958 behoorde hij bij het kwintet van Chico Hamilton, waarmee hij bekend werd. In Los Angeles leidde hij dan een eigen band en werkte hij als studiomuzikant. Hij is te horen bij opnamen van Duke Ellington, Gil Evans/Miles Davis (1963, The Time of the Barracudas), Frank Sinatra, Lalo Schifrin en Nat King Cole. Vanaf 1957 publiceerde hij al plaatopnamen als orkestleider, later als solist.
Zijn eerste grote muzikale successen vierde hij in 1966 met de uitreiking van de Grammy Award voor zijn vertolking van de jazzmissen van Lalo Schifrin, Jazz Suite on the Mass texts. De spanning van het succes drukte hem in een artistieke impasse, steeds meer leed hij onder drugsproblemen. Een uitweg zocht en vond hij tijdens een verblijf in de ashram van de toentertijd zeer populaire goeroe Maharishi Mahesh Yogi in Rishikesh. Met behulp van de aangeleerde yoga-praktijken richtte hij zijn leven opnieuw in. Zijn vier maanden durende verblijf in India beëindigde hij met een spontane opname in de Taj Mahal, die hij voor privédoeleinden opnam, maar die later werden gepubliceerd onder de titel Inside Taj Mahal. Het album wordt tegenwoordig als stimulans voor de volgende ontwikkeling van de new age gezien.
Na zijn terugkeer uit India werkte Horn ook als yogaleraar en verhuisde naar Victoria. Hij nam vervolgens verdere albums op in de inside-reeks, die in feite naar dezelfde methode, het spel met de echo in gebouwen, ontstaan zijn. Naast deze opnamen had hij verdere jazz- en wereldmuziekplaten geproduceerd met Egberto Gismonti en met Nexus. Sinds 1973 had hij ook een eigen tv-programma in Canada. Tijdens de late jaren 1970 bezocht hij meermaals China. In 1983 toerde hij met David Friesen door de voormalige Sovjet-Unie.
In 2009 trad Horn op bij het benefietconcert Change Begins Within van de David Lynch Foundation for Consciousness-Based Education and World Peace in de Radio City Music Hall in New York. Aanwezig waren onder andere ook Paul McCartney, Ringo Starr, Donovan, Ben Harper, Sheryl Crow, Eddie Vedder en Moby.

## Overlijden
Paul Horn overleed in 2014 op 84-jarige leeftijd na een kort ziekbed in zijn huis in het Canadese Vancouver.

## Discografie
- 1957: House of Horn, Dot
- 1958: Plenty of Horn, Dot
- 1959: Impressions, World Pacific
- 1960: Something Blue, HI Fi Jazz
- 1961: Sound of Paul Horn, Columbia
- 1962: Profile of a Jazz Musician, Columbia
- 1963: Impressions of Cleopatra, Columbia
- 1963: Pictures Framed in Jazz, ADA
- 1964: Jazz Suite on the Mass Texts, RCA
- 1965: Cycle, RCA
- 1966: Here’s That Rainy Day, RCA
- 1966: Monday, Monday, RCA
- 1967: Paul Horn in India, World Pacific
- 1967: Paul Horn in Kashmir, World Pacific
- 1969: Inside, Epic
- 1970: Paul Horn and the Concert Ensemble, Ovation
- 1971: July 9 /10, Pacific North
- 1972: Inside II, Epic
- 1974: Visions, Epic
- 1974: Paul Horn & Nexus, Epic
- 1975: A Special Edition, Mushroom
- 1975: Altura Do Sol, Epic
- 1977: Inside the Great Pyramid, Mushroom
- 1978: Dream Machine, Mushroom
- 1980: Paul Horn / Live at Palm Beach Casino, Bellaphon Cannes 1980
- 1982: Concert for Baba, Inside Records
- 1982: China, Golden Flute
- 1983: Jazz Compositions, Melodia
- 1983: Inside the Cathedral, Golden Flute
- 1983: Heart to Heart, Golden Flute
- 1983: Jupiter- 8, Golden Flute
- 1984: Inside the Power of Nature, Golden Flute
- 1984: Live from Russia (With Love), Golden Flute
- 1985: In Concert, Golden Flute
- 1986: The Altitude of the Sun, Black Sun
- 1986: Sketches, Windham Hill
- 1987: Traveler, Kuckuck
- 1987: The Jazz Years, Black Sun
- 1988: The Peace Album, Kuckuck
- 1989: Inside the Taj Mahal II, Kuckuck
- 1989: Inside the Taj Mahal, Kuckuck
- 1990: Nomad, Kuckuck
- 1991: Brazilian Image, Black Sun
- 1992: In India and Kashmir, Black Sun
- 1993: Music, Kuckuck
- 1994: Africa, Kuckuck
- 1997: Inside Canyon de Chelly (With R.Carlos Nakai), Canyon Records
- 1999: Inside Monument Valley (With R.Carlos Nakai), Canyon Records
- 2000: Tibet – Journey to the Roof of the world, Transparent Music

Reissue Series
- 2001: In India & Kashmir, Transparent Music
- 2001: Africa, Transparent Music
- 2001: Brazilian Images, Transparent Music
- 2001: The Peace Album, Transparent Music
- 2001: Inside the Taj Mahal I & II, Transparent Music
- 2001: China, Transparent Music

- Biblioteca Nacional de España: XX1459794
- Bibliothèque nationale de France: cb138953287 (data)
- Gemeinsame Normdatei: 135370116
- International Standard Name Identifier: 0000 0000 8161 6907
- Library of Congress Control Number: n85006624
- Nationale Bibliotheek van Letland: 000076110
- MusicBrainz: 98ee7535-03e4-4899-aa5c-40da2fe716dd
- Nationale bibliotheek van Australië: 36111744
- Nederlandse Thesaurus van Auteursnamen: 070174792
- Réseau des bibliothèques de Suisse occidentale: 02-A016428862
- Istituto Centrale per il Catalogo Unico: UBOV009261
- SNAC: w6r52vdv
- Système universitaire de documentation: 244317992
- Virtual International Authority File: 87198923
- WorldCat: E39PBJk4BMRp3HJhr93hVdjwG3